# Gørding (Esbjerg)
Gørding is een plaats in de Deense regio Zuid-Denemarken, gemeente Esbjerg, en telt 1750 inwoners (2007). Het dorp ligt aan de spoorlijn Lunderskov - Esbjerg. Het stationsgebouw is in 2013 gesloopt.
- Library of Congress Control Number: n78090237
- Nationale Bibliotheek van Israël: 987007550236105171
- Virtual International Authority File: 152426223